# Primeur (krant)
Primeur was de eerste Nederlandse krant die zich puur op de jeugd richtte.
De krant kwam sinds 25 oktober 1990 wekelijks uit als uitgave van de Weekbladpers. Het was een initiatief van onder meer hoofdredacteur Aukje Holtrop en de redactie zat op de zolderverdieping van de Weekbladpers aan de Kloveniersburgwal in Amsterdam.
De Primeur werd in het leven geroepen om de jeugd in de leeftijd van 12 tot 16 jaar een duwtje in de rug te geven bij het lezen van kranten. Naar voorbeeld van de Britse Early Times (inmiddels eveneens ter ziele) moest de jongerenkrant een brug slaan naar de echte krant. De artikelen waren meer toegespitst op jongeren, maar probeerden vooral ook het dagelijkse nieuws in meer eenvoudig taalgebruik te brengen. De gedachte hierachter was dat jongeren normaal gesproken de gewone krant links lieten liggen doordat er zo ingewikkeld in geschreven werd. De krant bevatte artikelen over binnen- en buitenland, achtergrondartikelen, interviews, kunst, cultuur en sport.
Hoewel de krant al gauw een schare trouwe fans had, onder wie overigens ook een groot aantal ouders die de krant voor hun kinderen kochten om ze aan het lezen te krijgen, bleven de verkoopcijfers van de Primeur sterk achter bij het verwachte aantal. Daardoor werd het voortbestaan van de krant al na een jaar bedreigd. Het Bedrijfsfonds voor de Pers besloot daarom in 1991 om de krant een subsidie van 50.000 gulden te verlenen om het verschijnen van de krant ook in 1992 zeker te stellen. Om het voortbestaan van de krant definitief te verzekeren en de krant winstgevend te maken, was er echter een oplage van 20.000 nodig. De teller bleef steken op 11.000, waardoor de krant twee jaar na de start alweer het loodje legde. Het (voorlopig) laatste nummer verscheen op 16 december 1992.
Speculaties over waarom de krant het niet redde, waren er te over. De doorsnee-middelbare scholier zou weinig interesse hebben in het dagelijkse nieuws, waardoor hij niet alleen de "gewone" krant, maar ook de Primeur links liet liggen. "Ze liggen niet wakker van Joegoslavië, het plan-Simons of politiek in het algemeen. Wel van sterren van televisieseries over wie ouders hoofdschuddend spreken. Ze houden van sport, popmuziek, dieren en sensatie. De actualiteit komt duidelijk op de tweede plaats", schreef Roelants eind 1992 in het Algemeen Dagblad. De hoofdredactie zou haar lezers te hoog hebben ingeschat, waardoor de krant alleen de beperkte groep kinderen van hoger opgeleide ouders bereikte, een doelgroep die waarschijnlijk sowieso al in het nieuws geïnteresseerd was.
Binnen enkele maanden werd er alsnog een doorstart gemaakt met de Primeur. Uitgever Wegener nam het blad over en publiceerde het vanaf het voorjaar van 1993 als dinsdagbijlage in een aantal van haar regionale dagbladen. In de delen van het land waar geen dagbladen van Wegener verschenen, bleef het blad als losse krant verschijnen, en kon men er rechtstreeks op geabonneerd blijven. Primeur kreeg een nieuwe redactie, samengesteld uit verslaggevers van enkele Wegener-dagbladen. Miro Lucassen trad aan als hoofdredacteur. De redactie probeerde door een restyling van formule en vormgeving een breder jong publiek aan te spreken en zo nieuwe lezers te kweken voor de dagbladen. Ook begon Primeur een website met het nieuws uit het weekblad.
De oplage liep op tot meer dan 700.000 exemplaren per week doordat Wegener Primeur toevoegde aan enkele overnomen dagbladen. De kosten van Primeur liepen daardoor ook op en de advertentie-inkomsten bleven achter. Voor de uitgever was dit uiteindelijk reden om begin 1998 ook deze variant van Primeur op te heffen. Op 30 januari 1998 verscheen het laatste nummer. De jaargangen van het blad Primeur (1990-1998) zijn overgedragen aan de bibliotheek van het Nederlands Persmuseum.

## Trivia
- De Primeur mocht dan de eerste in zijn genre zijn in Nederland, in Groot-Brittannië werd al in de 19de eeuw de eerste krant gestart die speciaal op de jeugd gericht was.
- De eerstvolgende Nederlandse krant voor de jeugd liet tot 2003 op zich wachten. In dat jaar ging Kidsweek van start.